# Tommy Shannon
Tommy Shannon (Thomas Lafitte Smedley; 18 de abril de 1946) es un músico estadounidense reconocido por su asociación con la banda de blues rock Double Trouble, agrupación fundada y liderada por el fallecido guitarrista Stevie Ray Vaughan. Nacido en Tucson, Arizona, Shannon se trasladó a Dumas, Texas, en su juventud, donde se desempeñó inicialmente como guitarrista, aunque empezó a tocar el bajo a los 21 años. Grabó el disco The Progressive Blues Experiment de Johnny Winter, Tocó con la banda de Johnny Winter en Woodstock en 1969. Más tarde se unió a la banda Double Trouble en 1981 y se convirtió en miembro oficial de la misma hasta la muerte de Vaughan en 1990. Shannon y su compañero de banda Chris Layton más tarde integraron las agrupaciones Arc Angels y Storyville.

## Discografía

### Double Trouble
- Texas Flood (1983)
- Couldn't Stand The Weather (1984)
- Soul to Soul (1985)[4]
- In Step (1989)
- The Sky Is Crying (1991)
- In the Beginning (1992)
- Been a Long Time (2001)